# Trachinotus mookalee
Trachinotus mookalee es una especie de peces de la familia Carangidae en el orden de los Perciformes.

## Distribución geográfica
Se encuentra en el Índico y al oeste del Pacífico.